# Joseph Mathias Maria Hubertus Merckelbach
Joseph Mathias Maria Hubertus Merckelbach (Wittem, 8 juni 1861 - Arnhem, 30 oktober 1926) was een Nederlandse politicus.

## Familie
Merckelbach was een zoon van Johannes Mathias Hubertus Merckelbach (1831-1895) en Maria Josepha Antonia Hubertina Reij (1837-1912). Zijn groot- en overgrootvader waren burgemeester van Wittem. Hij trouwde met Catharina Josephina Maria Elisabeth Anna Prinzen (1878-1947), dochter van Willem Prinzen. Zij kregen één zoon, Willem Merckelbach, die ook burgemeester van Wittem zou worden.

## Loopbaan
Merckelbach was kandidaat-notaris en vanaf 1895 kantonrechter-plaatsvervanger in Gulpen. Vanuit het kiesdistricht Gulpen was hij lid van de Tweede Kamer der Staten-Generaal (1897-1905). Hij sprak slechts zelden in de Kamer, hoofdzakelijk over infrastructuur en belastingen. Hij was lid van de Raad van Beroep voor de directe belastingen (1899-overlijden). In 1901 werd hij benoemd tot notaris in Maastricht (1901-1907). In 1905 trok hij zich terug uit de politiek.
- Biografisch Portaal: 57967057
- Parlement.com: vg09ll3az0yz